# Декоративная фамилия
Декоративная (орнаментальная) фамилия — искусственно созданное и намеренно выбранное родовое имя.

## Особенности употребления термина
Термин чаще всего применяется по отношению к эстетически красивым и не связанным с профессией, характеристиками или деталями биографии первого носителя скандинавским (шведским, финским) и еврейским фамилиям, возникшим в период массового обязательного присвоения родового имени, но также может означать любую искусственно придуманную фамилию, в отличие от натурально устоявшихся прозвищ, используемых как родовое имя.
Шведы, финны и евреи, массово иммигрировавшие в США, были склонны переводить буквально полученные фамилии на английский язык, а при миграции в Израиль после Второй мировой войны фамилии ивритизируют. Такие новые фамилии также считаются декоративными.

## История

### Евреи
Еврейское население Европы, за исключением проживающих в Праге, большей частью не имело фамилий, используя отчества и матчества в официальных документах и прибегая к упоминанию места службы или рождения в быту. Избегая уплаты налогов и службы в армии, еврейское население не хотело принимать фамилии.
В 1787 году в Австрийской империи Иосиф II издал указ, предписывающий евреям Галиции принять немецкие по форме фамилии. Еврей должен был сам придумать фамилию, подлежащую одобрению комиссией. Если фамилия не проходила одобрение или еврей не захотел выбрать себе имя сам — комиссия назначала фамилию по своему усмотрению. Большинство назначенных комиссией фамилий под влиянием романтизма выбирались из немецких слов, обозначающих растительный и животный миры, металлы и драгоценные камни, явления природы и предметы быта. Многие фамилии составлялись из прилагательного и существительного. В 1805 году эту же процедуру прошли евреи новоприсоединённых территорий бывшей Польши — Кракова, Люблина и Радома. Нередко придуманные фамилии совпадали с уже существующими в германоязычной Европе.
| Прилагательное | Существительное |
| -------------- | --------------- |
| Gold           | Berg            |
| Silber         | Feld            |
| Eisen          | Stein           |
| Kupfer         | Dorf            |
| Fein           | Haus            |
| Schön          | Heim            |
| Braun          | Baum            |
| Grün           | Blatt           |
| Roth           | Blum            |
| Schwarz        | Holz            |
| Weiss          | Wald            |
| Apfel          | Zweig           |
| Birn           |                 |
| Korn           |                 |
| Mandel         |                 |
| Rose           |                 |
| Wein           |                 |
| Klein          |                 |
| Gross          |                 |

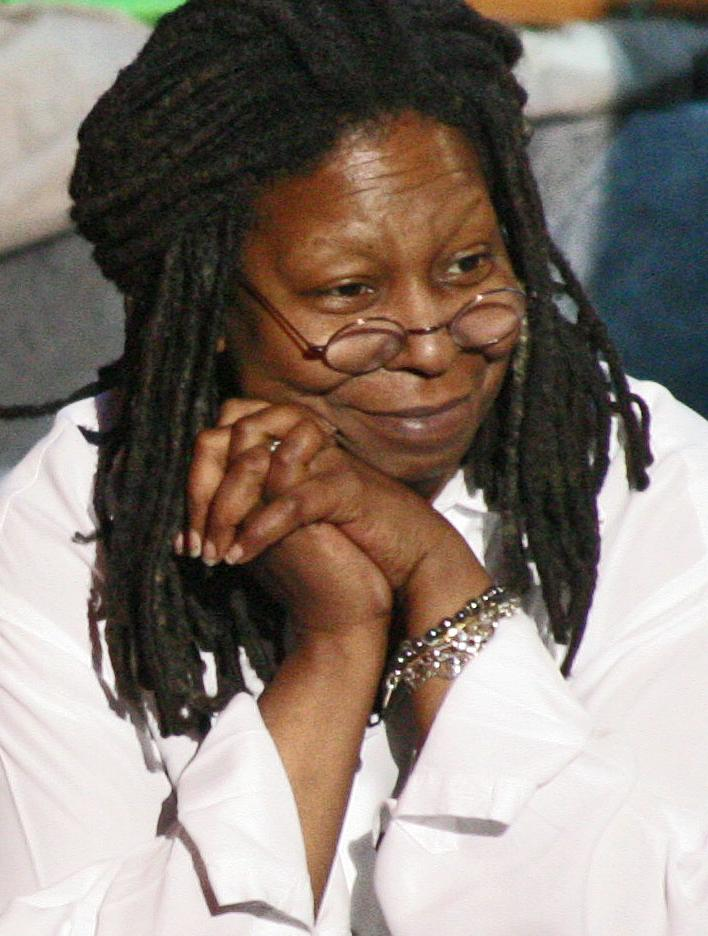
Вупи Голдберг — носительница орнаментальной еврейской фамилии

Спустя сто лет, с ростом национального самосознания в венгерской части Австро-Венгрии, евреи начали отказываться от немецких фамилий, переводя их на венгерский язык (Schwarz в Fekete, Gross в Nagy, Metzger в Mészáros, Wolf в Farkas) либо добавляя суффикс —i к топонимам. Ещё позднее венгерские евреи начали перенимать фамилии христиан.
Евреи на территориях, отошедших после третьего раздела Польши к королевству Пруссия, получили фамилии в 1797 году. Фамилии составлялись примерно по такому же принципу, как и в Австрии. В остальной Пруссии евреев обязали принять фамилию наравне со всем Прусским бесфамильным населением в 1812 году.
В Первой Французской империи декрет о необходимости евреям получать фамилии вышел в 1808 году.
В Российской империи по инициативе Гавриила Державина в 1804 году кагалы начали присваивать фамилии еврейскому населению черты оседлости Российской империи:
- В Белоруссии было распространено добавлять суффикс —ин к имени матери (Дворкин, Малкин, Шифрин, Цейтлин).
- На Украине использовался суффикс —ман, слова на русском, украинском, идише и иврите, а также немецкие слова кириллицей (Блюменталь, Голдберг, Розенбаум, Розенблатт). В Курляндской губернии использовались немецкие отчества и названия профессий. В Киеве и Гродно использовался суффикс —ский, добавляемый к месту жительства (Белоцерковский, Каневский, Шполянский, Смелянский, Уманский, Шепелевский, Ивашковский, Молчадский). В Могилёве, на Волыни и Подолье использовался суффикс из идиша -ер (Клебанер, Мошнягер, Пригоникер, Степанер, Студеницер, Застенкер).
- В Литве использовались литовские слова без суффиксов (Dorbian, Dusheik, Kekst, Kibort, Kretingen, Novoran, Shapkaits, Upin).
- На территориях Речи Посполитой, отошедших к России, по закону 1821 года евреи либо перерегистрировали ранее назначенные австрийские и прусские фамилии, либо польские чиновники сочиняли новые из польских слов, означающих флору или фауну, профессии и цвета (Drozd, Gruszka, Jagoda, Kanarek, Kwiatek, Kukawka, Róża, Skowronek, Wierzba, Biały, Ubogi, Wysoki, Farbiarz, Garbarz, Gorzelnik, Kapelusznik, Młynarz). На севере Польши чиновники более склонны были использовать названия мест проживания, добавляя окончание -ский (Białobłoski, Birszczański, Dumbelski, Gierdziejewski, Kacprowski, Karkliński, Kibejski, Mieszkiński, Pojeziorski, Potylczański, Sidorski, Stroczuński, Taboryszski, Urdomiński, Wazbudzki, Wersztomiński, Zarzecki). В остальных районах Польши использовались отчества с окончанием -ич (Abramowicz, Jakubowicz, Herszlikowicz, Lewkowicz).[10]

В провинции Позен назначение фамилий началось в 1833 году и использовались либо мужские имена (Abraham, Elkanus, Hirsch, Isaac, Jacob, Joseph, Marcuse, Mendelssohn, Simon), иногда замаскированные под немецкие слова (Арон как Arndt и Arnheim, Барук как Bürger, Левин как Löwenberg и Löwenstein, Моисей как Maas и Moritz, Саломон как Salinger), либо топонимы (Blaschke, Bleichrode, Bojanower, Bomster, Bukowzer, Czarnikow, Filehne, Flatau, Fordoner, Hammersteiner, Kleczewer, Kobyliner, Krojanker, Landeck, Lobsenser, Margoninski, Oberzycko, Ruppiner, Ryczywoller, Schlochow, Stargardt, Stettiner, Szamotulski, Tilsiter).
В Швейцарии закон об обязательности наследственных фамилий для евреев был принят в 1863 году.

### Скандинавия
В Швеции с XVII века и до 1901 года фамилия, даваемая ребёнку, была свободно выбираемой родителями. Подражая немецкой знати, шведы использовали двусоставные слова, где первой частью было прилагательное, а второй — существительное из слов, означающих явления природы, флору и фауну. Среди среднего класса, входящего в дворянское сословие были распространены приставки Adler- (орёл), Ehren- (честь), Silfver- (серебряный) and Gyllen- (золотой), суффикс —skjöld (герб). С выходом закона о обязательном выборе фамилии шведами были составлены фамилии необычной семантики (Линдстрём — липовая река, Лундберг — лесная гора, Лундквист — лесная веточка, Сандберг — песочная гора, Форсберг — речная гора, Бергквист — горная веточка, Нюстрём — новая река).
В Финляндии фамилии использовались с XIII века, но не были обязательными и могли сменяться по желанию носителя. Знать имела немецкие или шведские фамилии. В 1921 году вышел закон о необходимости принять фамилию всем жителям страны. Для основы опять использовались слова, означающие природные явления, флору и фауну (Лайне — волна, Вайнио — пашня, Нурми — луг, Сало — лес). Суффиксы -nen и -la/-lä являются уменьшительно-ласкательными (так Коскинен — маленькая стремнина).

### Эстония
Во времена существования Первой эстонской республики с 1921 года проводилась эстонизация немецких фамилий. Граждане были вольны сами выбрать себе имя, но рекомендовалось либо перевести дословно, либо добавить эстонское окончание, но создание новых также не воспрещалось. Несмотря на то что государственные деятели призывали население к выбору нейтральных, «серьёзных» имён, на деле новые эстонские фамилии получались поэтичными по звучанию (Тыэлейд — «нахождение истины», Ыннела — «счастливый»), а иногда и вовсе были лишены буквального смысла (например, Пярнакиви — «липовый камень», Лаанепыльд — «дремучее поле»).

### Турция
В Турции в 1934 году указом главы государства Мустафы Кемаля был введён «Закон о фамилиях», согласно которому все граждане страны должны были выбрать себе фамилию. При этом многие ранее использовавшиеся титулы и звания («паша», «бей», «хан», «эфенди» и т. п.) были упразднены, а их элементы было запрещено использовать в новых фамилиях. Вновь созданные фамилии зачастую имели декоративный характер. Сам глава государства принял фамилию «Ататюрк» («отец турок»), ряд военачальников приняли фамилии в честь местностей, где они одерживали победы (Исмет Иненю, Халиль Кут и др.). Также появлялись фамилии, отражающие место жительства или происхождения, положительные личные качества. В составных фамилиях был распространён элемент «тюрк» («Озтюрк», «Гёктюрк», «Сентюрк», «Корутюрк», «Тюркджан», «Тюрксевер»).

### Азия
В Индонезии и Таиланде, граждане китайского происхождения под политическим давлением придумывают себе новые индонезийские фамилии. Так, миллиардер Лин Шао Лон (англ. Liem Swie Liong, кит. 林绍良, пиньинь Lín Shàoliáng) сменил имя на мусульманское Салем Святой.

### Рабы в Северной Америке
После покупки раба владелец либо записывал под своей фамилией, либо придумывал новое, удобопроизносимое имя и фамилию. После освобождения бывший раб мог взять себе новое имя и фамилию, но чаще сохранял старую. В США среди таких фамилий сохранились Браун (коричневый), Коттон (хлопок), Литтл (мелкий), Клей (глина). Среди фамилий, взятых после освобождения, наиболее знаковой является Freeman (свободный человек). Некоторые граждане США африканского происхождения меняют фамилию, если считают её «рабской», так, обратившийся в ислам Мухаммед Али сменил имя бывшего плантатора своих предков Кассия Клея, данное ему при рождении, на мусульманское.